# Wilhelm Norlind
Nils Wilhelm Schuwert Laurentius Norlind, född den 13 juli 1895 i Lund, död där den 17 januari 1982, var en svensk biblioteksman, vetenskapshistoriker och översättare.

## Biografi
Norlind avlade studentexamen vid Lunds högre allmänna läroverk 1914, filosofie kandidatexamen vid Lunds universitet 1917 och filosofie licentiatexamen där 1920. Han blev extra ordinarie amanuens vid Lunds universitetsbibliotek 1920 och andre bibliotekarie 1931. Han var förste bibliotekarie 1948–1961. Norlind genomförde bok- och bibliotekshistorisk forskning i Italien, Schweiz, Tyskland och Österrike från 1952. Han promoverades till filosofie hedersdoktor i Lund 1956. Norlind blev ledamot av Internationella astronomiska unionen 1964. Han skrev kulturartiklar i Sydsvenska Dagbladet Snällposten. Norlind blev riddare av Nordstjärneorden 1957.
Wilhelm Norlind var son till musikdirektören, filosofie kandidat Nils Peter Norlind och Hanna Hallberg-Norlind. Han gifte sig 1923 med gymnastikdirektören Greta Hellquist (1898–1990). Hon var dotter till professorn Elof Hellquist och Ingrid Zetterström-Nyberg. Makarna Norlind vilar i hans familjegrav på Norra kyrkogården i Lund.

### Översättningar
- Plutarchos: "Om barnens uppfostran" (Libello de paedagogia) (1925)
- Tycho Brahe: "Ur Tycho Brahes brevväxling" (1926)
- Aristoteles: "Om diktkonsten" (Peri poietikes) (1927)
- Pierre Gassendi: "Tycho Brahe: mannen och verket" (Tychonis Brahei, equitis) (1951)